# عبدالله‌آباد (دامغان)
عبدالله‌آباد یک روستا در ایران است که در دهستان حومه (دامغان) واقع شده‌است. عبدالله‌آباد ۲۲ نفر جمعیت دارد.